# Bürger für Jena
Die Bürger für Jena (BfJ) sind eine Wählergruppe in Jena, die seit 1994 im Stadtrat vertreten ist. Der vollständige Name des dahinterstehenden eingetragenen Vereins ist JENAER BÜRGERVEREIN – Bürger für Jena e. V. Die Wählergruppe ist unabhängig von den Bürgern für Thüringen und grenzt sich von diesen ab.

## Personalien
Fraktionschef war zunächst Jürgen Haschke, bis er 2013 von Jürgen Häkanson-Hall abgelöst wurde.
Der evangelische Stadtjugendpfarrer Lothar König war Fraktionsmitglied. Er hatte die Montagsdemonstrationen 1989/1990 in Merseburg geleitet und war für sein Engagement gegen Rechtsextremismus in der Bundesrepublik Deutschland und vor allem gegen Rechtsextremismus in Jena bundesweit bekannt.

## Wahlergebnisse
| Jahr | Stimmen | Prozent | Sitze |
| ---- | ------- | ------- | ----- |
| 1994 | 8 216   | 5,4     | 3/46  |
| 1999 | 11 465  | 9,6     | 4/42  |
| 2004 | 13 332  | 12,5    | 6/46  |
| 2009 | 13 808  | 10,2    | 5/46  |
| 2014 | 13 217  | 10,4    | 5/46  |
| 2019 | 11 677  | 7,5     | 3/46  |
| 2024 | 10 456  | 6,9     | 3/46  |